# سری دی برزیل
سری دی برزیل (انگلیسی: Campeonato Brasileiro Série D) چهارمین سطح لیگ فوتبال در این کشور است و در ۹ آوریل ۲۰۰۸ توسط فدراسیون فوتبال برزیل (CBF) معرفی شد. سری دی برزیل از تقسیم سری سی برزیل تشکیل شد و ۲۰ باشگاه برتر آن را حفظ کرد و به صورت دو دوره رفت و برگشت بازی می‌کند، همان‌طور که در سه دسته بالاتر انجام می‌شود. سری دی همان فرمت سری سی قدیمی را حفظ کرده است، اما با مشارکت محدود به ۴۰ باشگاه که توسط فدراسیون ایالتی شناسایی شده‌اند. در سال ۲۰۱۶، سری D به ۶۸ باشگاه گسترش یافت، اما در سال ۲۰۲۲ به ۶۴ باشگاه کاهش یافت.

## شیوه برگزاری
فرمت سری دی یک سیستم مختلط است: ۶۴ باشگاه به ۸ گروه تقسیم می‌شوند که به صورت منطقه‌ای سازماندهی شده‌اند و در قالب رفت و برگشت بازی می‌کنند. تیم‌های برتر به پلی‌آف راه می‌یابند و باشگاه‌هایی که به نیمه‌نهایی می‌رسند، به سری سی برزیل ترفیع می‌یابند. باشگاه‌ها برای ورود به سری دی بر اساس عملکرد خود در قهرمانی‌های ایالتی واجد شرایط می‌شوند.